# Malouinière de Saint Élier
 (décembre 2023).
La mise en forme du texte ne suit pas les recommandations de Wikipédia : il faut le « wikifier ».
Les points d'amélioration suivants sont les cas les plus fréquents. Le détail des points à revoir est peut-être précisé sur la page de discussion.
- Les titres sont pré-formatés par le logiciel. Ils ne sont ni en capitales, ni en gras.
- Le texte ne doit pas être écrit en capitales (les noms de famille non plus), ni en gras, ni en italique, ni en « petit »…
- Le gras n'est utilisé que pour surligner le titre de l'article dans l'introduction, une seule fois.
- L'italique est rarement utilisé : mots en langue étrangère, titres d'œuvres, noms de bateaux, etc.
- Les citations ne sont pas en italique mais en corps de texte normal. Elles sont entourées par des guillemets français : « et ».
- Les listes à puces sont à éviter, des paragraphes rédigés étant largement préférés. Les tableaux sont à réserver à la présentation de données structurées (résultats, etc.).
- Les appels de note de bas de page (petits chiffres en exposant, introduits par l'outil «  Source ») sont à placer entre la fin de phrase et le point final[comme ça].
- Les liens internes (vers d'autres articles de Wikipédia) sont à choisir avec parcimonie. Créez des liens vers des articles approfondissant le sujet. Les termes génériques sans rapport avec le sujet sont à éviter, ainsi que les répétitions de liens vers un même terme.
- Les liens externes sont à placer uniquement dans une section « Liens externes », à la fin de l'article. Ces liens sont à choisir avec parcimonie suivant les règles définies. Si un lien sert de source à l'article, son insertion dans le texte est à faire par les notes de bas de page.
- La présentation des références doit suivre les conventions bibliographiques. Il est recommandé d'utiliser les modèles {{Ouvrage}}, {{Chapitre}}, {{Article}}, {{Lien web}} et/ou {{Bibliographie}}. Le mode d'édition visuel peut mettre en forme automatiquement les références.
- Insérer une infobox (cadre d'informations à droite) n'est pas obligatoire pour parachever la mise en page.

Pour une aide détaillée, merci de consulter Aide:Wikification.
Si vous pensez que ces points ont été résolus, vous pouvez retirer ce bandeau et améliorer la mise en forme d'un autre article.
La malouinière de Saint-Élier est une résidence du XVIIIe siècle, construite sur les bords de la Rance.

## Historique
Cette demeure resta dans la famille Magon de Saint-Élier, jusqu'en 1952 date à laquelle Monsieur le comte de Langle en fît l'acquisition.

## Architecture

### Logis
Profondément remanié et restauré à la suite de l'incendie qui le détruisit en 1924. Il avait à l'origine un étage carré entre un rez-de-chaussée et un comble à la Mansart. De l'ancien Logis, ne subsiste que le perron du rez-de-chaussée, la cave voutée, ainsi que l'escalier intérieur. Bâtiment à cinq travées, les encadrements des baies du rez-de-chaussée sont en brique.
La maçonnerie est en moellons de granite et schiste enduite. Le toit est couvert en ardoises et percé de lucarnes à linteaux en arcs segmentaires.

### Dépendances
Constructions du XVIIIe siècle :
- portail ;
- colombier carré ;
- maison de gardiens, ne figure pas sur le cadastre de 1834, au nord du logis ainsi qu'un bâtiment de dépendances ;
- les puits : celui situé à gauche de l'entrée provient d'une ferme de Naizin dans le Morbihan, celui qui se trouve  à l'angle de la cour nord du logis, provient d'une ferme de Moustoir Radenac, dans le Morbihan, probablement du manoir de la Boullaye en Langle.

### Chapelle
Celle datée de 1767, bénite par le recteur de Saint-Jouan-de-Guérets n'existe plus. Elle fut entièrement dévastée par le feu dans les années 1920.
C'est dans ce sanctuaire que Nicolas Magon, sieur du Bosc épousa Marie Moreau en 1731. À la fin du XIXe siècle cette chapelle était déjà détruite

## Propriétaires successifs
À la fin du XVIIe siècle il appartenait à la famille de René Moreau de Maupertuis (1664-1746), le père du scientifique  mathématicien   Pierre Louis Moreau de Maupertuis (1698-1759), dont la fille Marie Moreau de Maupertuis (1702-1772), l'apporta en dote le 14 mai 1720 à Julien Alain Magon de La Villebague (1691-1730), écuyer, qui le lègue à René Magon de La Villebague (Saint-Malo.1722- Pamplemousses.1778), directeur de la Compagnie des Indes, gouverneur des Mascareignes en 1642, comprenant :l' Île de France (Île Maurice); île Bourbon (île de la Réunion), île Rodrigues. Une Compagnie d'Orient est créée avec un monopole de 15 ans sur Madagascar, et les îles environnantes.
Dominique Magon de Saint Élier (1759-1828), fils de René, est fait baron de Saint Élier en 1815, maire de Rivière du Rempart en l'île Maurice, époux de Marie Anne Angélique Magon du Bosc (1762-?).
Son fils, Alain Julien Jean-Baptiste, né à la malouinière et y mourut (1785-1844), il y épouse le 8 octobre 1823, Renée Anne Jeanne Moucet du Sully (1803-1862) le logis échu par héritage à leur fils aîné Alain Marie Ange Magon de Saint Élier qui comme son père y naît et y meure  (1821-1889), capitaine au long-cours, il épouse Marie Françoise  Charil des Mazures (1833-1911) et c'est leur fils aîné  Alain Charles Magon de Saint Élier (1857-1868) qui hérite du domaine.

## Armoiries
Maupertuis : seigneur de Maupertuis, anobli en 1708
«  D'or au palmier de sinople, fruité du mesme  »
Magon de Saint Élier :
« D'azur au chevron d'or accompagné en chef de deux étoiles de mesme et en pointe un lion d'or couronné d'argent »